# فرانسوا استرکله
فرانسوا استرکله (فرانسوی: François Sterchele‎; ۱۴ مارس ۱۹۸۲ – ۸ مهٔ ۲۰۰۸) بازیکن فوتبال اهل بلژیک بود.
از باشگاه‌هایی که در آن بازی کرده‌است می‌توان به باشگاه فوتبال رویال شارلوا، باشگاه فوتبال کلوب بروژ، باشگاه ورزشی بیرشات، و باشگاه فوتبال اود-هورلی لوون اشاره کرد.
وی همچنین در تیم ملی فوتبال بلژیک بازی کرده‌است.